# Golden Globe Awards 1976
Die 33. Verleihung der Golden Globe Awards fand am 24. Januar 1976 statt.

## Gewinner und Nominierte im Bereich Film

### Bester Film – Drama
Einer flog über das Kuckucksnest (One Flew Over The Cuckoo’s Nest) – Regie: Miloš Forman
- Barry Lyndon – Regie: Stanley Kubrick
- Der weiße Hai (Jaws) – Regie: Steven Spielberg
- Hundstage (Dog Day Afternoon) – Regie: Sidney Lumet
- Nashville – Regie: Robert Altman

### Bester Film – Musical/Komödie
Die Sunny Boys (The Sunshine Boys) – Regie: Herbert Ross
- Der rosarote Panther kehrt zurück (The Return of the Pink Panther) – Regie: Blake Edwards
- Funny Lady – Regie: Herbert Ross
- Shampoo – Regie: Hal Ashby
- Tommy – Regie: Ken Russell

### Beste Regie
Miloš Forman – Einer flog über das Kuckucksnest (One Flew Over The Cuckoo’s Nest)
- Robert Altman – Nashville
- Stanley Kubrick – Barry Lyndon
- Sidney Lumet – Hundstage (Dog Day Afternoon)
- Steven Spielberg – Der weiße Hai (Jaws)

### Bester Hauptdarsteller – Drama
Jack Nicholson – Einer flog über das Kuckucksnest (One Flew Over The Cuckoo’s Nest)
- Gene Hackman – French Connection II
- Al Pacino – Hundstage (Dog Day Afternoon)
- Maximilian Schell – The Man in the Glass Booth
- James Whitmore – Give ’em Hell, Harry!

### Beste Hauptdarstellerin – Drama
Louise Fletcher – Einer flog über das Kuckucksnest (One Flew Over The Cuckoo’s Nest)
- Karen Black – Der Tag der Heuschrecke (The Day of the Lockust)
- Faye Dunaway – Die drei Tage des Condor (Three Days of the Condor)
- Marilyn Hassett – Die Kehrseite der Medaille (The Other Side of the Mountain)
- Glenda Jackson – Hedda Gabler

### Bester Hauptdarsteller – Musical/Komödie
Walter Matthau – Die Sunny Boys (The Sunshine Boys)
- Warren Beatty – Shampoo
- George Burns – Die Sunny Boys (The Sunshine Boys)
- James Caan – Funny Lady
- Peter Sellers – Der rosarote Panther kehrt zurück (The Return of the Pink Panther)

### Beste Hauptdarstellerin – Musical/Komödie
Ann-Margret – Tommy
- Julie Christie – Shampoo
- Goldie Hawn – Shampoo
- Liza Minnelli – Abenteurer auf der Lucky Lady (Lucky Lady)
- Barbra Streisand – Funny Lady

### Bester Nebendarsteller
Richard Benjamin – Die Sunny Boys (The Sunshine Boys)
- John Cazale – Hundstage (Dog Day Afternoon)
- Charles Durning – Hundstage (Dog Day Afternoon)
- Henry Gibson – Nashville
- Burgess Meredith – Der Tag der Heuschrecke (The Day of the Lockust)

### Beste Nebendarstellerin
Brenda Vaccaro – Einmal ist nicht genug (Once Is Not Enough)
- Ronee Blakley – Nashville
- Geraldine Chaplin – Nashville
- Lee Grant – Shampoo
- Barbara Harris – Nashville
- Lily Tomlin – Nashville

### Bester Nachwuchsdarsteller
Brad Dourif – Einer flog über das Kuckucksnest (One Flew Over The Cuckoo’s Nest)
- Roger Daltrey – Tommy
- Jeffrey Lynas – Geliebte Lügen (Lies My Father Told Me)
- Chris Sarandon – Hundstage (Dog Day Afternoon)

### Beste Nachwuchsdarstellerin
Marilyn Hassett – Die Kehrseite der Medaille (The Other Side of the Mountain)
- Ronee Blakley – Nashville
- Barbara Carrera – Der Rächer von Kalifornien (The Master Gunfighter)
- Stockard Channing – Mitgiftjäger (The Fortune)
- Jeannette Clift – Die Zuflucht (The Hiding Place)
- Lily Tomlin – Nashville
- Ben Vereen – Funny Lady

### Bestes Drehbuch
Bo Goldman, Lawrence Hauben – Einer flog über das Kuckucksnest (One Flew Over The Cuckoo’s Nest)
- Peter Benchley, Carl Gottlieb – Der weiße Hai (Jaws)
- Frank Pierson – Hundstage (Dog Day Afternoon)
- Neil Simon – Die Sunny Boys (The Sunshine Boys)
- Joan Tewkesburry – Nashville

### Beste Filmmusik
John Williams – Der weiße Hai (Jaws)
- Fred Ebb, John Kander – Funny Lady
- Charles Fox – Die Kehrseite der Medaille (The Other Side of the Mountain)
- Maurice Jarre – Der Mann, der König sein wollte (The Who Would Be King)
- Henry Mancini – Der rosarote Panther kehrt zurück (The Return of the Pink Panther)

### Bester Filmsong
„I’m Easy“ aus Nashville – Keith Carradine 
- „How Lucky Can You Get“ aus Funny Lady – Fred Ebb, John Kander
- „My Little Friend“ aus Papier Tiger (Paper Tiger) – Roy Budd, Sammy Cahn
- „Now That We’re in Love“ aus Cash – Die unaufhaltsame Karriere des Gefreiten Arsch (Whiffs) – George Barrie, Sammy Cahn
- „Richard’s Window“ aus Die Kehrseite der Medaille (The Other Side of the Mountain) – Charles Fox, Norman Gimbel

### Bester fremdsprachiger Film
Geliebte Lügen (Lies My Father Told Me), Kanada – Regie: Ján Kádar
- Die Zauberflöte (Trollflöjten), Schweden – Regie: Ingmar Bergman
- Ein Leben lang (Toute une vie), Frankreich/Italien – Regie: Claude Lelouch
- Hedda Gabler, Vereinigtes Königreich – Regie: Trevor Nunn
- Sondertribunal – Jeder kämpft für sich allein (Section Spécial), Frankreich/Italien/Deutschland – Regie: Costa-Gavras

### Bester Dokumentarfilm
Youthquake!
- Brother, Can You Spare a Dime?
- The Gentleman Tramp
- Mustang: The House That Joe Built
- The Other Half of the Sky: A China Memoir
- UFOs: Past, Present, and Future

## Gewinner und Nominierte im Bereich Fernsehen

### Beste Serie – Drama
Kojak – Einsatz in Manhattan (Kojak)
- Baretta
- Columbo
- Petrocelli
- Police Story

### Bester Darsteller in einer Fernsehserie – Drama
Robert Blake – Baretta

Telly Savalas – Kojak – Einsatz in Manhattan (Kojak)
- Peter Falk – Columbo
- Karl Malden – Die Straßen von San Francisco (The Streets of San Francisco)
- Barry Newman – Petrocelli

### Beste Darstellerin in einer Fernsehserie – Drama
Lee Remick – Jennie, Lady Randolph Churchill
- Angie Dickinson – Make-Up und Pistolen (Police Woman)
- Rosemary Harris – Notorious Woman
- Michael Learned – Die Waltons (The Waltons)
- Lee Meriwether – Barnaby Jones

### Beste Serie – Musical/Komödie
Barney Miller
- All in the Family
- Chico and the Man
- Mary Tyler Moore (The Mary Tyler Moore Show)
- The Carol Burnett Show

### Bester Darsteller in einer Fernsehserie – Musical/Komödie
Alan Alda – M*A*S*H
- Johnny Carson – The Tonight Show
- Redd Foxx – Sanford and Son
- Hal Linden – Barney Miller
- Bob Newhart – The Bob Newhart Show
- Carroll O’Connor – All in the Family

### Beste Darstellerin in einer Fernsehserie – Musical/Komödie
Cloris Leachman – Phyllis
- Beatrice Arthur – Maude
- Carol Burnett – The Carol Burnett Show
- Valerie Harper – Good Times
- Mary Tyler Moore – Mary Tyler Moore (The Mary Tyler Moore Show)

### Bester TV-Film
Babe
- A Home of Our Own
- Geliebte Geisel (Sweet Hostage)
- Guilty or Innocent: The Sam Sheppard Murder Case
- The Legend of Lizzie Borden

### Bester Nebendarsteller in einer Fernsehserie, einer Miniserie oder einem Fernsehfilm
Ed Asner – Mary Tyler Moore (The Mary Tyler Moore Show) 

Tim Conway – The Carol Burnett Show
- Ted Knight – Mary Tyler Moore (The Mary Tyler Moore Show)
- Rob Reiner – All in the Family
- Jimmie Walker – Good Times

### Beste Nebendarstellerin in einer Fernsehserie, einer Miniserie oder einem Fernsehfilm
Hermione Baddeley – Maude
- Susan Howard – Petrocelli
- Julie Kavner – Rhoda
- Nancy Walker – McMillan and Wife
- Nancy Walker – Rhoda

## Cecil B. De Mille Award
1976 wurde der Preis nicht vergeben.

## Miss Golden Globe
Lisa Farringer